# Schizopera clandestina
Schizopera clandestina är en kräftdjursart som först beskrevs av Walter Klie 1924.  Schizopera clandestina ingår i släktet Schizopera och familjen Diosaccidae.

## Underarter
Arten delas in i följande underarter:
- S. c. brevicauda
- S. c. clandestina